# 記憶術
記憶術（きおくじゅつ、英: mnemonic, mnemonics, art of memory）とは、大量の情報を急速に長期に記憶するための技術。

## 歴史

### 西洋
西洋における記憶術の歴史は古く、伝統的な修辞学の一部門（ラテン語: memoria）として扱われていた。記憶術を意味する英語: mnemonic（ニーモニック）は、古代ギリシア語: μνημονικός（ムネーモニコス、mnemonikos、記憶）からの派生語であり、その語源はギリシア神話の記憶の女神ムネーモシュネーに由来する。
紀元前6世紀ごろの、古代ギリシアのシモニデスが開祖といわれる。シモニデスの手法は、紀元前1世紀のキケロに帰されるラテン語文献『ヘレンニウスへ』に記載されている。記憶術は古代ローマでも、元老院などでメモを使用しての弁論が認められていなかったなどの理由により発達した。
古代ギリシア・ローマの記憶術はその後、中世ヨーロッパに受け継がれ、主に修道士や神学者などが聖書やその他の多くの書物を記憶するために用いられた。当時は紙が貴重で、印刷技術も未発達であったため、卓越した記憶力を養うことは教養人の必要条件であった。ルネサンス期には、大航海時代や博物学の進展による「情報爆発」を背景に記憶術の需要が高まり、ライムンドゥス・ルルスやジョルダーノ・ブルーノによって記憶術が深化された。またマテオ・リッチが『西国記法』を著し中国に西洋の記憶術を伝えた。
ルネサンス期の後、記憶術は衰退するが、1960年代ヴァールブルク研究所のフランセス・イエイツやパオロ・ロッシによってその歴史が再発見された。
現代においても記憶術は重要であり、理解することに重点が置かれすぎて知識の記憶に重点が置かれず、記憶することが知識における役割を軽視しつつある状況に教育者が反発し、記憶を強化し知識を習得するために想起を用いることが推奨されている。また、自己参照の比喩は記憶することに対して有効である。

### 日本
体の部位をもって、数に置き換えて、覚える・記憶する行為自体は縄文時代にまで遡る。秋田県鹿角市の縄文時代後期前葉（約4千年前）大湯環状列石の野中堂遺跡隣接地から出土した土版型土偶の刺突紋から、口を1、目を2、右胸を3、左胸を4、正中線を5、裏面の両耳で6といった風に体の部位で数を覚えていたことが明らかになっている。
伝説上、瞬間記憶に長けた人物としては、聖徳太子が知られている（『日本書紀』における「豊聡耳」伝説）。また、文字文化が普及していなかった段階での『古事記』の編纂には、記憶に長けた稗田阿礼が起用されたことが知られる。文字文化が普及した後代近世でも盲目の国学者である塙保己一が『群書類従』を編纂するなど（厳密には完成前に没している）、記憶に長けた人物による書物の編纂はみられる。
時代は下り、封建時代の忍者も記憶術に関して方法を記録しており、忍術書『当流奪口忍之巻註』、『心覚目録之事』には、「大袈裟にして覚えること」、「自分のよく知っているものと置き換えて覚える」ように記しており、地形・敵の強弱・人数・日の吉凶・月の出入り・潮の干満・方角・時刻などを覚えた。また『当流奪口忍之巻註』では、「いろは一二三の事」で、いろはを数字や仏に置き換えて覚えるように記されており、忍術書『万川集海』にも「忍びいろは」と言って、漢字の部首と旁の組み合わせによって、いろは48文字を表した。
明治20年代頃（1890年前後）には、立身出世主義を背景に「和田守記憶法」「島田記憶術」などの記憶術の書物が多数出版され、心霊術・催眠術と並ぶブームになった。戦後は、1961年に出版された南博の『記憶術 心理学が発見した20のルール』がベストセラーになっている。

### 備考
カセットテープやボイスレコーダーといった音声記録機器の登場以前、記憶に長ける必要性があった職業としては、接客業のウェイトレスやジャーナリストの記者が挙げられ（特に前者は文盲の場合、記憶術の必要性が高い）、速記術も重視されたが、文法の簡略化や頻出する単語を略語に置き換えるなどの工夫よって大量の情報を記憶する。
記憶が重要となる遊びとして、百人一首のかるたや神経衰弱などが挙げられる。記憶力を競うメモリースポーツも行われている。
囲碁や将棋のプロ棋士は対局時に見た石や駒の動き（棋譜）を長期間記憶でき、能力が高い者は複雑で長い手順の詰碁も完璧に記憶できる、脳内に思い浮かべた碁盤や将棋盤の上で記憶した局面から石や駒を動かして検討できるなど内容の操作も可能であるが、これらは幼少期から行う長期間の鍛錬、定石や戦法などゲームの知識、対局時の集中力によるものとされる。幼少期から神経衰弱でカードの位置を短時間で覚えることができた者もいる。

## 内容
記憶術は、大きく2つの系統に分類できる。一つは、純粋に記憶のコツのようなものによって記憶の効率を上げる方法、もう一つは、人間の能力を向上させることによって記憶力を向上させる方法である。
シモニデスによってなされた、宴の座席とそこに座っていた人間とを対応させて記憶する「座の方法」（場所法）や、そこから派生した、物を掛けるためのフック（鈎）を想像して、これに記憶すべきものを対応させる「フックの方法」などが前者の例として知られる。
記憶術にとって大事な概念の一つに「分割」と「組み立て」が存在する。短期記憶は7±2の法則により、あまり多くの情報を一度に詰め込むとそれに対処できない。それゆえに膨大な情報を記憶する際にはそれをいくつかの短い断片に「分割」（チャンク化）して、各自にそれを記憶し、後にそれをつなげる「組み立て」を行うことで記憶を完成させるという概念である。学問としては認知心理学の対象である。
後者の例としては、プロ棋士を目指す者が行っている幼少期からの鍛錬などがある。また視野の拡大や、右脳の活性化などによる方法や、記憶力の向上によい食品や生活スタイルの追求などがある。この中には学問的に証明されていない主張も多くしばしばニセ科学になりやすい。とくに日本では脳科学と言われている。
また、復習の適切なタイミングについて、復習してから1日目、3日目、7日目、21日目、30日目、45日目、60日目の７回が最も効率的だという意見もある。

## 記憶術の例

### 場所法
場所法とは、場所（自宅や実際にある場所でも、架空の場所でも良く、体の部位に配置する方法もある）を思い浮かべ、そこに記憶したい対象を置く方法である。「記憶の宮殿」「座の方法」「ジャーニー法」「基礎結合法」とも呼ばれる。記憶したい対象を空間に並べていく方法である。人間は例えば他人の家に行った場合でも、どこに何があったかは比較的よく覚えており、その性質を利用する。記憶したい対象が抽象的なものの場合は、置換法を使い、イメージしやすい対象に変換してから記憶する。
この方法は海馬にある場所ニューロンの特性を利用している。場所ニューロンは名前のとおり、場所の記憶を司る。場所の記憶は動物にとって重要なため、長期記憶に保存されやすい性質を持っている。
その長所としては記憶の保持期間が他の記憶術と比較して著しく長いこと。欠点としては、一つの場所にあまり多くの情報を詰め込みすぎると混乱をきたすため、わずかな情報しか入れられないということ。そのため、充分な情報を詰め込めるだけの場所の確保に手間がかかるということである。世界記憶力選手権の世界トップ選手は数百個程度のイメージを競技中に記憶している。
階層構造をなしているものを記憶する場合は、何フロアもあり、フロア内も部屋にわかれているものを場所に使うと記憶できる。この手法は「鈴なり式」とも呼ばれる。
場所法は、少なくとも上述のシモニデスの時代から知られている。コナン・ドイルの小説『緋色の研究』では、名探偵シャーロック・ホームズも使っていたとされる。江戸時代の随筆である梅乃舎主人『梅の塵』にも似た方法が記されている。

### SQ3R法[28]

#### 調査(survey)
まず、タイトル、イラスト、段落の最初の節、章末の練習問題などを調べて、学びたいことの概要を確認する。

##### 質問(question)
次に、学びたいことについて質問を作り、自分で答える。

##### 読む(read)
さらに、学びたいことについて熟読する。質問のときと違って、今度は今作った質問を意識して、細かく読んでいくことが必要である。下線は引かないほうがいい。

##### メモ(recall)
最後に、これがSQ3Rメソッドで最も重要な部分かもしれないが、とにかく学んだことを思い出し、声に出して復唱すること。メモを取るのもよい。

##### 復習(review)
次の日、矛盾があるかどうかについて調べてみること。そして質問のステップに戻る。数日後、数週後さらに復習すること。iDoRecallというソフトウェアを使うのもいい。

### 物語法
物語を考え、その話に記憶したい対象を登場させる方法である。記憶したい項目を時間的に配列する方法である。

### 頭文字法
記憶したい対象の頭文字を取り出して覚える方法である。

### アウトプット
普段見ている10円玉でも、柄をはっきりとは覚えていない。このように、情報を見たり聞いたりするような頭に情報をいれる勉強では勉強効率が落ちる。そのため、(池谷 2019)によれば頭から情報を出すアウトプットが効果的である（p.19)。

## 置換法
人間は抽象的なものよりも具体的で視覚的にイメージしやすい物の方が覚えやすいので、数字などを別なものに置き換える方法。

### 人-行動-対象システム
Person-Action-Object (PAO) System と呼ばれる。まず、2桁（可能な人は3桁）の数字から、人・行動・対象への変換表を覚える。100×3個、合計300個覚える。すると、6桁の数字は、1組の人・行動・対象になり、イメージしやすくなる。これに場所法などを併用し、長い数列を記憶する。人・行動・対象への変換表はなるべくインパクトがあり、印象に残りやすく、かつ、相互に混同しにくいものを選ぶと覚えやすくなる。
たとえば、トランプのカードを覚える場合も、52枚のカードそれぞれに、人・行動・対象への変換表を覚えると、1つのイメージで3枚のカードが記憶でき、17イメージ＋1枚で1組のトランプの順番を覚えられる。17イメージ＋1枚を場所法などで記憶する。2018年現在、世界記憶力選手権の世界記録では1組のトランプを13.96秒で記憶している。

### 数字子音置換法
メジャー記憶術ともよばれる。数字を子音に置き換える方法である。子音と子音の間に適当な母音を補う。英語などのヨーロッパ系の言語で用いられる。数列を単語に置き換えられる。
- 0 → s, c（サ行の音）, z
- 1 → t, d, th
- 2 → n
- 3 → m
- 4 → r
- 5 → l
- 6 → sh, ch, j, g（ヂャ行の音）
- 7 → k, c（カ行の音）, g（ガ行の音）, ng
- 8 → f, v
- 9 → p, b

### 数字仮名置換法
数字を仮名に置き換える方法である。数字子音置換法を日本語用に改良したもの。
- 1 → あ行 → あ、い、う、え、お
- 2 → か行 → か、き、く、け、こ
- 3 → さ行 → さ、し、す、せ、そ
- 4 → た行 → た、ち、つ、て、と
- 5 → な行 → な、に、ぬ、ね、の
- 6 → は行 → は、ひ、ふ、へ、ほ
- 7 → ま行 → ま、み、む、め、も
- 8 → や行 → や、ゆ、よ
- 9 → ら行 → ら、り、る、れ、ろ
- 0 → わ行 → わ、ん、（ぱ、ぴ、ぷ、ぺ、ぽ）

0がわ行だけでは少ないので、ぱ行も使う。

### 語呂合わせ
数字を仮名に置き換える方法である。数字子音置換法よりも簡単に習得できるが、数字に対応する文字が少ないので、適当な文を作るのが大変であるが、日本語の場合、その自由度が高いので、一般に広く、たとえば電話番号などを憶えるのにも使われる。音読みと外来語とその変形をカタカナ、訓読みとその変形をひらがなで表す。語呂合わせも参照。
- 1 → イチ、イ、ひと、ひ
- 2 → ニ、ふた、ふ
- 3 → サン、サ、み
- 4 → シ、よ
- 5 → ゴ、コ、いつ
- 6 → ロク、ロ、む
- 7→ シチ、なな、な
- 8 → ハチ、ハ、パ、バ、や
- 9 → キュウ、キュ、ク、ここの、ここ、こ
- 0 → レイ、レ、ゼロ、ゼ、まる、わ、ん、オー、オ
- 10 → ジュウ、ジュ、とお、と
- 100 → ヒャク、ヒャ、もも、も
- 1000 → セン、セ、ち
- 10000 → マン、よろず、よろ

0をアルファベットのOに見立ててオー、オとすることも見受けられる。
また1をアルファベットのI(アイ)に見立てることもある。

#### 片手指法
5の項目を片手の指に対応させて覚える方法である。
- 左手小指 → 1
- 左手薬指 → 2
- 左手中指 → 3
- 左手人差し指 → 4
- 左手親指 → 5

#### 両手指法
10の項目を両手の指に対応させて覚える方法である。
- 左手小指 → 1
- 左手薬指 → 2
- 左手中指 → 3
- 左手人差し指 → 4
- 左手親指 → 5
- 右手親指 → 6
- 右手人差し指 → 7
- 右手中指 → 8
- 右手薬指 → 9
- 右手小指 → 10

#### 時計法
12の項目を時計の文字盤に対応させて覚える方法である。
- 01時 → 1
- 02時 → 2
- 03時 → 3
- 04時 → 4
- 05時 → 5
- 06時 → 6
- 07時 → 7
- 08時 → 8
- 09時 → 9
- 10時 → 10
- 11時 → 11
- 12時 → 12

### 音韻法
数字をその数字と韻を踏む単語に置き換える方法である。
- 01 → one → sun,fun,gun,nun
- 02 → two → shoe,Jew
- 03 → three → tree,bee,key,tea
- 04 → four → door,core
- 05 → five → live
- 06 → six → sticks
- 07 → seven → heaven
- 08 → eight → gate,date,fate,mate
- 09 → nine → line,sign,pine,wine
- 10 → ten → pen,men,hen

### 形態法
数字をその数字に似た形に置き換える方法である。
- 1 → 鉛筆、煙突
- 2 → アヒル
- 3 → 耳、唇
- 4 → ヨット
- 5 → 鍵
- 6 → さくらんぼ
- 7 → がけ、鎌
- 8 → だるま
- 9 → オタマジャクシ
- 0 → 卵